# هری لورین
هری لورین (انگلیسی: Harry Lorraine؛ ۱۴ سپتامبر ۱۸۷۳ – ۱۹۳۵) بازیگر اهل ایالات متحده آمریکا بود.
از فیلم‌هایی که وی در آن‌ها نقش داشته‌است، می‌توان به رئیس کیه؟، در پایکس‌ویل روی داد، خیاط نابکار، هدف کوپیدو، چه کسی هات‌داگ‌ها را دزدید؟، غول آدم‌خوار، آنها شبیه به هم بودند، اسپاگتی با مد روز، بابای همشون، ربودن کودک و عشق، دلیل ازدواج او بود اشاره نمود.